# Rue des Noyers (Paris)
Pour les articles homonymes, voir Rue des Noyers.

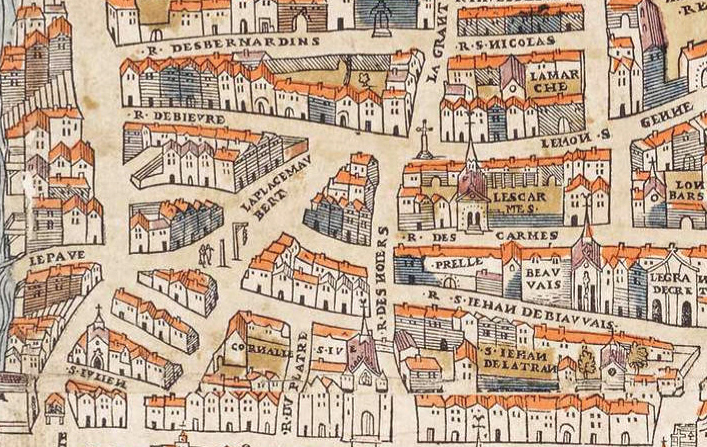
La rue des Noyers sur le plan de Truschet et Hoyau (milieu du XVIe siècle).

La rue des Noyers est une ancienne rue de Paris. Elle était située dans l'ancien 12e arrondissement (actuel 5e arrondissement). Elle a disparu lors du percement du boulevard Saint-Germain.

## Situation
La rue était située dans le quartier Saint-Jacques (ancienne section du Panthéon-Français). Elle appartenait juste avant la Révolution française à la paroisse Saint-Étienne-du-Mont, à la paroisse Saint-Benoît et à la paroisse Saint-Séverin.
La rue partait de la rue de la Montagne-Sainte-Geneviève et de la place Maubert et se terminait rue Saint-Jacques. Elle était longue de 258 m. En 1851, elle est prolongée de 171 m jusqu'à la rue de la Harpe lorsque la rue du Foin lui est réunie.
Aboutissaient dans la rue :
- la rue des Carmes ;
- la rue des Lavandières-Place-Maubert (aujourd'hui disparue) ;

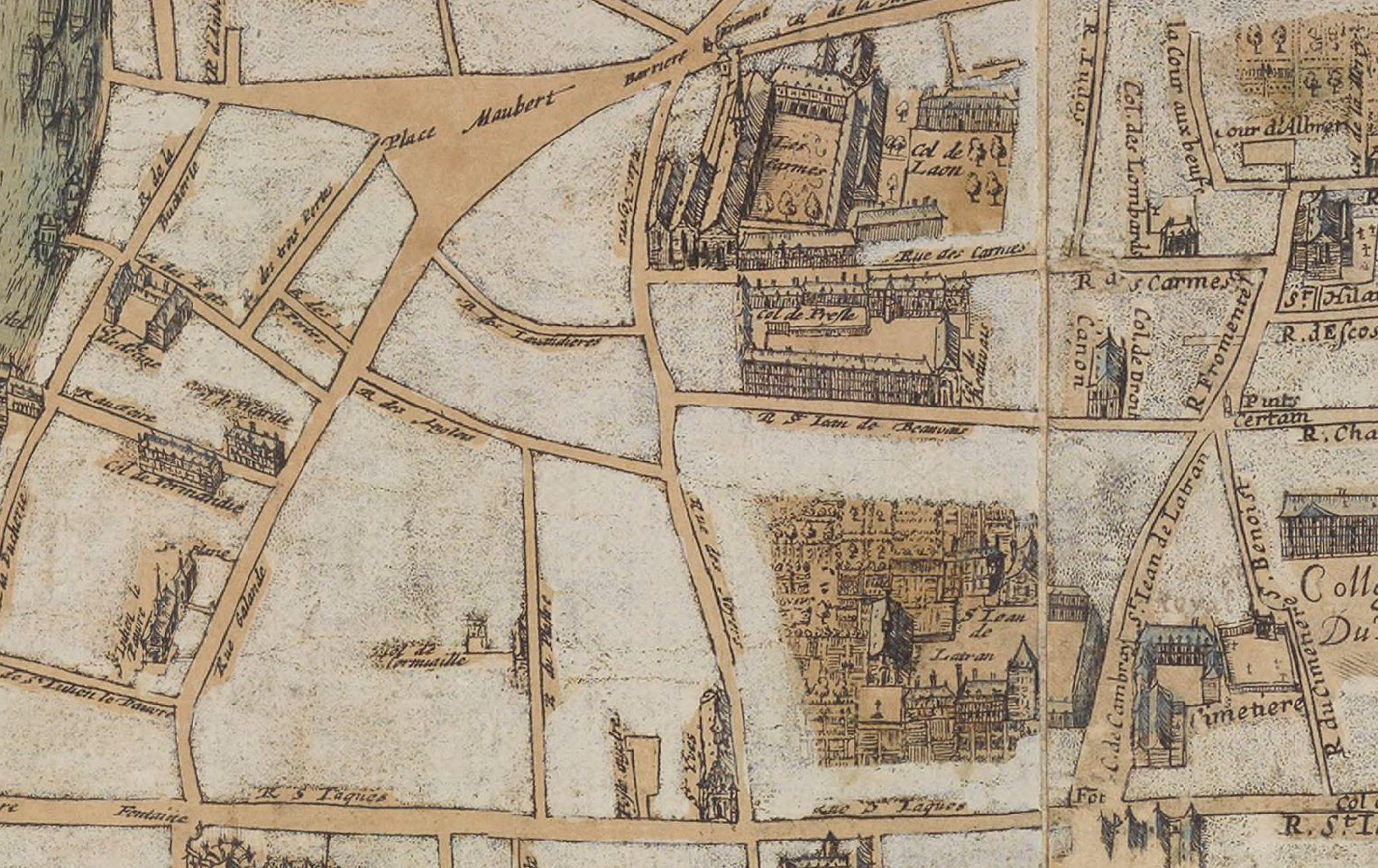
La Rue des Noyers sur le Plan de Paris en 1652 de Jacques Gomboust. On distingue à gauche (vers la Seine) la rue des Lavandières et la rue des Anglois; et à droite la rue des Carmes et la rue Jean-de-Beauvais.

- la rue Jean-de-Beauvais ;
- la rue des Anglais.

## Odonymie
Elle porte ce nom car c'était à l'origine une allée de noyers qui séparait le clos Bruneau du clos de Garlande.[réf. nécessaire]

## Histoire

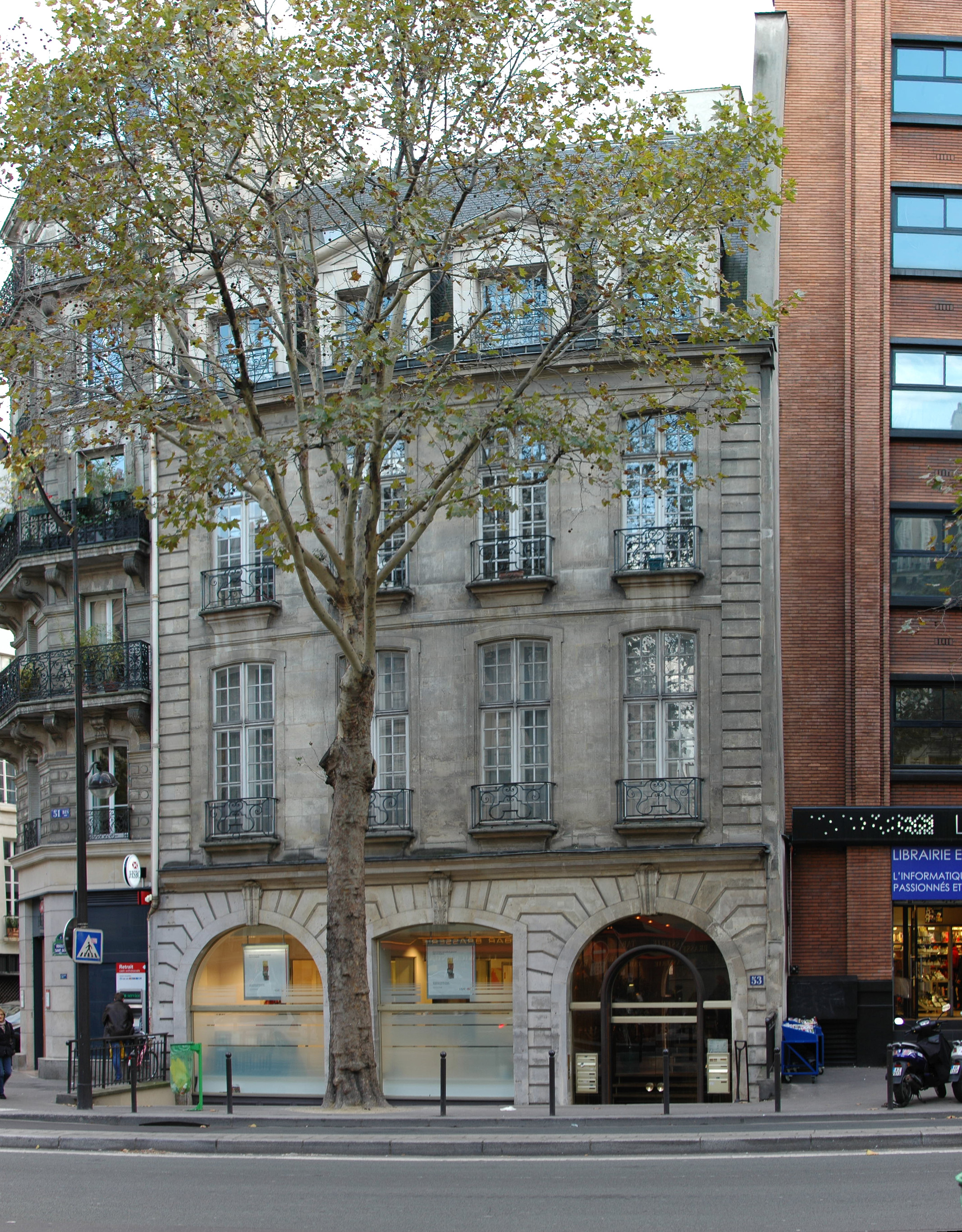
Hôtel particulier du XVIIIe siècle au 53, boulevard Saint-Germain, autrefois sur la rue des Noyers.

Vers 1215, une allée de noyers qui séparait le clos Bruneau du clos de Garlande est lotie pour devenir une rue. En 1348, elle est nommée « rue Saint-Yves » en référence à l'ancienne chapelle Saint-Yves située à l'angle nord-est avec la rue Saint-Jacques. Un arrêt du conseil du 7 décembre 1680 ordonne l'élargissement de la rue.
La chapelle dédiée à Yves Hélory de Kermartin est construite en 1348 aux frais d'écoliers bretons. Les procureurs et avocats y établissent une confrérie. Devenue bien national en 1790, elle est vendue le 6 mai 1793. Elle est démolie en 1796.
En 1310, le roi autorise les Carmes à reconstruire un monastère. L'église du couvent des Carmes, dédicacée en 1353, était située à l'angle sud-est de la rue des Carmes et de la rue des Noyers. L'église est démolie en 1811 et un marché couvert est construit par Antoine Vaudoyer à son emplacement entre 1813 et 1818.
Elle est citée sous le nom de « rue des Noyers » dans un manuscrit de 1636.
En 1851, la rue du Foin est rattachée à la rue des Noyers. La rue des Noyers est supprimée lors du percement du boulevard Saint-Germain. L'hôtel particulier du XVIIIe siècle au no 53, boulevard Saint-Germain et l'immeuble au no 65 sont les derniers vestiges de cette rue.
La rue des Noyers eut son heure de célébrité en 1860 lorsqu'un cas de hantise inexpliqué s'y produisit.

« Un fait des plus étranges se passe en ce moment rue des Noyers. M. Lesage, économe du Palais de Justice, occupe un appartement dans cette rue. Depuis quelque temps des projectiles, partis d'on ne sait d'où, viennent briser ses vitres, et, pénétrant dans son logement, atteignent les personnes, les blessent plus ou moins grièvement : ce sont des fragments assez considérables de bûches à demi carbonisées, des morceaux de charbon de terre très pesants, etc. La domestique de M. Lesage en a reçu plusieurs sur la poitrine, et il en est résulté de fortes contusions. M. Lesage s'est décidé à requérir l'assistance de la police. Des agents furent placés en surveillance ; mais ils ne tardèrent pas eux-mêmes à être atteints par l'artillerie invisible et il leur fut impossible de savoir d'où venaient ces coups.

L'existence lui étant devenue insupportable dans une maison où il fallait être sur le qui-vive, M. Lesage sollicita du propriétaire la résiliation de son bail. Cette demande fut accordée et l'on fit venir pour rédiger l'acte Me Vaillant, huissier, dont le nom convenait parfaitement en cette circonstance.

En effet, à peine l'officier ministériel était-il en train de rédiger son acte, qu'un énorme morceau de charbon, lancé avec une force extrême, entra par la fenêtre et alla frapper la muraille en se réduisant en poudre. Sans se déconcerter, Me Vaillant se servit de cette poudre, comme autrefois Junot de la terre soulevée par un boulet, pour la répandre sur la page qu'il venait d'écrire.

On n'a trouvé aucune explication de ces lancements d'objects variés. Mais on espère que l'enquête poursuivie par M. Hubaut, commissaire du quartier de la Sorbonne, éclaircira ce mystère. »

— « Scène de sorcellerie au XIXe siècle », Le Droit, juin 1860, in Camille Flammarion, Les Maisons hantées, Paris, Ernest Flammarion, 1923.

## Bâtiments remarquables et lieux de mémoire
- L'écrivain Louis-Sébastien Mercier vécut rue des Noyers avant son départ pour Neuchâtel en juillet 1781[10].
- Alfred de Musset est né le 11 décembre 1810 au 33 rue des Noyers.
- Les graveurs Émile Giroux, François Robert Ingouf, Jean-François Ribault, Jean-Baptiste Scotin et Louis Surugue vécurent rue des Noyers.